# (9467) 1998 KQ47
A (9467) 1998 KQ47 a Naprendszer kisbolygóövében található aszteroida. A LINEAR projekt keretében fedezték fel 1998. május 22-én.